# قائمة رؤساء وزراء تاميل نادو
رئيس وزراء ولاية تاميل نادو الهندية هو رئيس حكومة ولاية تاميل نادو. يذكر دستور الهند أن الحاكم هو رئيس الولاية لكن تقع السلطة التنفيذية بحكم الأمر الواقع على عاتق رئيس الوزراء. عادة ما يدعو الحاكم الحزب (أو الائتلاف) الحاصل على أغلبية المقاعد في جمعية تاميل نادو التشريعية لتشكيل الحكومة. يعين الحاكم رئيس الوزراء، ويكون مجلس وزرائه مسؤولاً بشكل أمام الجمعية التشريعية. مدة ولاية رئيس الوزراء خمس سنوات قابلة للتجديد بدون قيود لعدد الفترات.
تولى 12 شخص رئاسة وزراء تاميل نادو منذ عام 1952. أطولهم مدة هو كارونانيدهي من حزب درافيدا مونيترا كازاغام حيث قضى في الحكم أكثر من ثمانية عشر عامًا على فترات متفاوتة. يليه جيه. جايالاليثا الأمين العام السابق لحزب آنا درافيدا مونيترا كازاغام، والثالث إم جي راماشاندران، الذي كان أول ممثل يصبح رئيسًا لوزراء ولاية هندية. فرض الحكم الرئاسي في تاميل نادو أربع مرات آخرها في عام 1991.
يشغل M. K. Stalin من حزب درافيدا مونيترا كازاغام منصب رئيس الوزراء الحالي منذ 7 مايو 2021.

## القائمة
تأسست رئاسة مدراس في عام 1653 لتكون المقر الرئيسي للمستوطنات الإنجليزية على ساحل كورومانديل ومقرها في فورت سانت جورج. ضمت الرئاسة ولاية تاميل نادو الحالية وساحل مليبار في شمال ولاية كيرالا والمناطق الساحلية ورايالاسيما في ولاية أندرا برديش ومقاطعات بيلاري وداكشينا الكانادا وأودوبي في ولاية كرناتكا.
تأسست أول هيئة تشريعية في الهند في عام 1920 بعد إقرار قانون حكومة الهند لعام 1919. كانت فترة ولاية المجلس التشريعي ثلاث سنوات ويتألف من 132 عضوًا، 34 منهم يعينهم الحاكم والبقية منتخبين. شكلت هيئة تشريعية من مجلسين بموجب قانون حكومة الهند لعام 1935 ضم جمعية تشريعية من 215 عضوًا ومجلس تشريعي من 56 عضوًا. أسست جمعية تشريعية بموجب هذا القانون في يوليو 1937، وكان المجلس التشريعي هيئة دائمة يتقاعد ثلث أعضائها كل ثلاث سنوات ولها السلطة للنظر في القوانين التي وافقت عليها الجمعية.
أعلن الحاكم العام للهند في عام 1939 مشاركة الهند في الحرب العالمية الثانية دون استشارة المجلس التشريعي الإمبراطوري، احتج المؤتمر الوطني الهندي على هذا الفعل ودعا جميع ممثليه المنتخبين للاستقالة من الحكومات. عاد المؤتمر الوطني الهندي إلى السلطة بعد فوزه في انتخابات إقليمية جديدة في عام 1946.
| ألوان الأحزاب - مستقل - المؤتمر الوطني الهندي - South Indian Liberal Federation | المقتاح - RES استقال - † توفي في المنصب - § عاد إلى المنصب في فترات غير متتالية |

| رؤساء وزراء رئاسة مدراس | رؤساء وزراء رئاسة مدراس | رؤساء وزراء رئاسة مدراس                   | رؤساء وزراء رئاسة مدراس             | رؤساء وزراء رئاسة مدراس | رؤساء وزراء رئاسة مدراس | رؤساء وزراء رئاسة مدراس | رؤساء وزراء رئاسة مدراس | رؤساء وزراء رئاسة مدراس | رؤساء وزراء رئاسة مدراس        | رؤساء وزراء رئاسة مدراس         | رؤساء وزراء رئاسة مدراس |
| No.                     | الصورة                  | الاسم (الميلاد–الوفاة)                    | الدائرة الانتخابية                  | الفترة                  | الفترة                  | الفترة                  | المجلس (الانتخابات)     | الحكومة [الإنجليزية]    | الحاكم                         | الحزب                           | الحزب                   |
| No.                     | الصورة                  | الاسم (الميلاد–الوفاة)                    | الدائرة الانتخابية                  | استلم المنصب            | ترك المنصب              | المدة                   | المجلس (الانتخابات)     | الحكومة [الإنجليزية]    | الحاكم                         | الحزب                           | الحزب                   |
| ----------------------- | ----------------------- | ----------------------------------------- | ----------------------------------- | ----------------------- | ----------------------- | ----------------------- | ----------------------- | ----------------------- | ------------------------------ | ------------------------------- | ----------------------- |
| 1                       |                         | A. Subbarayalu Reddiar (1855–1921)        | رئيس Presidency Legislative Council | 17 ديسمبر 1920          | 11 يوليو 1921[RES]      | 206 يوم                 | 1 (1920)                | ريديار                  | Frederic Thesiger              | South Indian Liberal Federation |                         |
| 2                       |                         | Panaganti Ramarayaningar (1866–1928)      | رئيس Presidency Legislative Council | 11 يوليو 1921           | 11 سبتمبر 1923          | 5 سنوات، 145 يوم        | 1 (1920)                | رامارايانينجار الأولى   | Rufus Isaacs                   | South Indian Liberal Federation |                         |
| 2                       | 12 سبتمبر 1923          | Panaganti Ramarayaningar (1866–1928)      | رئيس Presidency Legislative Council | 3 ديسمبر 1926           | 2 (1923)                | 5 سنوات، 145 يوم        | رامارايانينجار الثانية  |                         | Rufus Isaacs                   | South Indian Liberal Federation |                         |
| 3                       |                         | P. Subbarayan (1889–1962)                 | رئيس Presidency Legislative Council | 4 ديسمبر 1926           | 27 أكتوبر 1930          | 3 سنوات، 327 يوم        | 3 (1926)                | سوباريان                | إدوارد وود                     | مستقل                           |                         |
| 4                       |                         | B. Munuswamy Naidu (1885–1935)            | رئيس Presidency Legislative Council | 27 أكتوبر 1930          | 4 نوفمبر 1932[RES]      | 2 سنوات، 8 يوم          | 4 (1930)                | نايدو                   | إدوارد وود                     | South Indian Liberal Federation |                         |
| 5                       |                         | Ramakrishna Ranga Rao (1901–1978)         | رئيس Presidency Legislative Council | 5 نوفمبر 1932           | 5 نوفمبر 1934           | 3 سنوات، 151 يوم        | 4 (1930)                | راو الأولى              | Freeman Freeman-Thomas         | South Indian Liberal Federation |                         |
| 5                       | 5 نوفمبر 1934           | Ramakrishna Ranga Rao (1901–1978)         | رئيس Presidency Legislative Council | 4 أبريل 1936[RES]       | 5 (1934)                | 3 سنوات، 151 يوم        | راو الثانية             |                         | Freeman Freeman-Thomas         | South Indian Liberal Federation |                         |
| 6                       |                         | P. T. Rajan (1892–1974)                   | رئيس Presidency Legislative Council | 4 أبريل 1936            | 5 (1934)                | 24 أغسطس 1936[RES]      | 142 يوم                 | راجان                   | Freeman Freeman-Thomas         | South Indian Liberal Federation |                         |
| (5)                     |                         | Ramakrishna Ranga Rao (1901–1978)         | رئيس Presidency Legislative Council | 24 أغسطس 1936[§]        | 5 (1934)                | 1 أبريل 1937            | 220 يوم                 | راو الثالثة             | Victor Hope                    | South Indian Liberal Federation |                         |
| 7                       |                         | Kurma Venkata Reddy Naidu (1875–1942)     | رئيس Presidency Legislative Council | 1 أبريل 1937            | 14 يوليو 1937[RES]      | 104 يوم                 | 1 (1937)                | نايدو                   | Victor Hope                    | مستقل                           |                         |
| 8                       |                         | سي. راجاغوبالاتشاري (1878–1972)           | رئيس Presidency Legislative Council | 14 يوليو 1937           | 29 أكتوبر 1939[RES]     | 2 سنوات، 107 يوم        | 1 (1937)                | Rajagopalachari I       | Victor Hope                    | المؤتمر الوطني الهندي           |                         |
| –                       |                         | شاغر (حكم الحاكم العام ‏)                  | غ/م                                 | 29 أكتوبر 1939          | 29 أبريل 1946           | 6 سنوات، 182 يوم        | حلت الجمعية             | غ/م                     | –                              | غ/م                             |                         |
| 9                       |                         | T. Prakasam (1872–1957)                   | رئيس Presidency Legislative Council | 30 أبريل 1946           | 23 مارس 1947[RES]       | 327 يوم                 | 2 (1946)                | براكاسام                | أرشيبالد ويفل                  | المؤتمر الوطني الهندي           |                         |
| 10                      |                         | Omanthur P. Ramaswamy Reddiar (1895–1970) | رئيس Presidency Legislative Council | 23 مارس 1947            | 6 أبريل 1949[RES]       | 2 سنوات، 14 يوم         | 2 (1946)                | Reddiar                 | Archibald Nye                  | المؤتمر الوطني الهندي           |                         |
| 11                      |                         | P. S. Kumaraswamy Raja (1898–1957)        | رئيس Presidency Legislative Council | 6 أبريل 1949            | 25 يناير 1950           | 294 يوم                 | 2 (1946)                | راجا                    | Krishna Kumarsinhji Bhavsinhji | المؤتمر الوطني الهندي           |                         |

بعد الاستقلال
أنشئت ولاية مدراس بعد تحول الهند إلى جمهورية في 26 يناير 1950. وكانت وقتها تشمل ولايات تاميل نادو وأجزاء من ولايات أندرا برديش وكرناتكا وكيرالا الحاليين. شكلت أول جمعية تشريعية منتخبة في ولاية مدراس على أساس الاقتراع العام في 1 مارس 1952، عقب الانتخابات التي جرت في يناير من ذلك العام.

قسمت الولاية على أسس لغوية في عام 1953 ففصلت عنها ولاية أندرا في البداية. وفصلت ولايتي كيرلا وميسور بموجب قانون إعادة تنظيم الولايات لعام 1956. غيرت الحدود بين ولايتي أندرا براديش ومدراس لعام 1959 بموجب قانون تغير الحدود بين البلدين فحصل في 1 أبريل 1960 أن نقل تالوك تيروتاني وتالوك باليباتو الفرعي في مقاطعة جيتور بولاية أندرا برديش إلى ولاية مدراس مقابل أراضٍ من مقاطعتي شينجلبوت وسالم.
| الأحزاب - المؤتمر الوطني الهندي - Dravida Munnetra Kazhagam | المفتاح - RES استقال - † توفي في المنصب |

| رؤساء وزراء ولاية مدراس | رؤساء وزراء ولاية مدراس | رؤساء وزراء ولاية مدراس            | رؤساء وزراء ولاية مدراس        | رؤساء وزراء ولاية مدراس | رؤساء وزراء ولاية مدراس | رؤساء وزراء ولاية مدراس | رؤساء وزراء ولاية مدراس | رؤساء وزراء ولاية مدراس | رؤساء وزراء ولاية مدراس        | رؤساء وزراء ولاية مدراس   | رؤساء وزراء ولاية مدراس |
| No.                     | الصورة                  | الاسم (الميلاد–الوفاة)             | الدائرة الانتخابية             | الفترة                  | الفترة                  | الفترة                  | الجمعية (الانتخابات)    | الحكومة [الإنجليزية]    | الحاكم                         | الحزب                     | الحزب                   |
| No.                     | الصورة                  | الاسم (الميلاد–الوفاة)             | الدائرة الانتخابية             | استلم المنصب            | ترك المنصب              | المدة                   | الجمعية (الانتخابات)    | الحكومة [الإنجليزية]    | الحاكم                         | الحزب                     | الحزب                   |
| ----------------------- | ----------------------- | ---------------------------------- | ------------------------------ | ----------------------- | ----------------------- | ----------------------- | ----------------------- | ----------------------- | ------------------------------ | ------------------------- | ----------------------- |
| 1                       |                         | P. S. Kumaraswamy Raja (1898–1957) | رئيس State Legislative Council | 26 يناير 1950           | 9 أبريل 1952            | 2 سنوات، 74 يوم         | 2 (1946)                | راجا                    | Krishna Kumarsinhji Bhavsinhji | المؤتمر الوطني الهندي     |                         |
| 2                       |                         | سي. راجاغوبالاتشاري (1878–1972)    | رئيس State Legislative Council | 10 أبريل 1952           | 13 أبريل 1954[RES]      | 2 سنوات، 3 يوم          | 1 (1952)                | Rajagopalachari II      | Sri Prakasa                    | المؤتمر الوطني الهندي     |                         |
| 3                       |                         | K. Kamaraj (1903–1975)             | Gudiyatham                     | 13 أبريل 1954           | 12 أبريل 1957           | 9 سنوات، 172 يوم        | 1 (1952)                | Kamaraj I               | Sri Prakasa                    | المؤتمر الوطني الهندي     |                         |
| 3                       | Sattur                  | K. Kamaraj (1903–1975)             | 13 أبريل 1957                  | 14 مارس 1962            | 2 (1957)                | 9 سنوات، 172 يوم        | Kamaraj II              | A. J. John              |                                | المؤتمر الوطني الهندي     |                         |
| 3                       | Sattur                  | K. Kamaraj (1903–1975)             | 15 مارس 1962                   | 2 أكتوبر 1963[RES]      | 3 (1962)                | 9 سنوات، 172 يوم        | Kamaraj III             | Bishnu Ram Medhi        |                                | المؤتمر الوطني الهندي     |                         |
| 4                       |                         | M. Bhakthavatsalam (1897–1987)     | Sriperumbudur                  | 2 أكتوبر 1963           | 3 (1962)                | 5 مارس 1967             | 3 سنوات، 154 يوم        | Bishnu Ram Medhi        | بهاكتافات سلام                 | المؤتمر الوطني الهندي     |                         |
| 5                       |                         | سي إن أنادوراي (1909–1969)         | رئيس State Legislative Council | 6 مارس 1967             | 13 يناير 1969           | سنة واحدة، 313 يوم      | 4 (1967)                | Annadurai               | Ujjal Singh                    | Dravida Munnetra Kazhagam |                         |

بعد تغيير اسم الولاية
وافق مجلس الدورة الرابعة للجمعية في 18 يوليو 1967 بالإجماع على تغيير اسم ولاية مدراس إلى تاميل نادو. أصدر برلمان الهند قانون تغيير اسم ولاية مدراس لعام 1968 (القانون المركزي رقم 53 لعام 1968) والذي دخل حيز التنفيذ في 14 يناير 1969.
 

كانت بالولاية من عام 1952 حتى عام 1986 برلمان من مجلسين هما الجمعية التشريعية والمجلس التشريعي. قررت حكومة الولاية إلغاء المجلس التشريعي في 14 مايو 1986 تبع ذلك موافقة مجلس النواب على القرار. أصبحت تاميل نادو ولاية من برلمان غرفة واحدة في 1 نوفمبر 1986 مجلس تشريعي واحد، ومنذ ذلك الحين حاولت حكومة الولاية مرارًا وتكرارًا إعادة تشكيل المجلس التشريعي لكن دون نجاح.
| الأحزاب - Dravida Munnetra Kazhagam - أول إنديا أنا درافيدا مونترا كاجاغام ‏ | المفتاح - RES استقال - † توفي في المنصب - § عاد إلى المنصب في فترات غير متتالية |

| رؤساء وزراء تاميل نادو | رؤساء وزراء تاميل نادو | رؤساء وزراء تاميل نادو                | رؤساء وزراء تاميل نادو         | رؤساء وزراء تاميل نادو | رؤساء وزراء تاميل نادو | رؤساء وزراء تاميل نادو | رؤساء وزراء تاميل نادو | رؤساء وزراء تاميل نادو | رؤساء وزراء تاميل نادو | رؤساء وزراء تاميل نادو                | رؤساء وزراء تاميل نادو |
| No.                    | الصورة                 | الاسم (الميلاد–الوفاة)                | الدائرة الانتخابية             | استلم المنصب           | ترك المنصب             | المدة                  | الجمعية (الانتخابات)   | الحكومة [الإنجليزية]   | الحاكم                 | الحزب                                 | الحزب                  |
| ---------------------- | ---------------------- | ------------------------------------- | ------------------------------ | ---------------------- | ---------------------- | ---------------------- | ---------------------- | ---------------------- | ---------------------- | ------------------------------------- | ---------------------- |
| 1                      |                        | سي إن أنادوراي (1909–1969)            | رئيس State Legislative Council | 14 يناير 1969          | 3 فبراير 1969[†]       | 20 يوم                 | 4 (1967)               | Annadurai              | Ujjal Singh            | Dravida Munnetra Kazhagam             |                        |
| ب                      |                        | V. R. Nedunchezhiyan (1920–2000)      | Triplicane                     | 3 فبراير 1969          | 10 فبراير 1969[RES]    | 7 يوم                  | 4 (1967)               | Nedunchezhiyan I       | Ujjal Singh            | Dravida Munnetra Kazhagam             |                        |
| 2                      |                        | M. Karunanidhi (1924–2018)            | Saidapet                       | 10 فبراير 1969         | 14 مارس 1971           | 6 سنوات، 355 يوم       | 4 (1967)               | Karunanidhi I          | Ujjal Singh            | Dravida Munnetra Kazhagam             |                        |
| 2                      | 15 مارس 1971           | M. Karunanidhi (1924–2018)            | Saidapet                       | 31 يناير 1976          | 5 (1971)               | 6 سنوات، 355 يوم       | Karunanidhi II         |                        | Ujjal Singh            | Dravida Munnetra Kazhagam             |                        |
| –                      |                        | شاغر (الحكم الرئاسي ‏)                 | غ/م                            | 31 يناير 1976          | 29 يونيو 1977          | سنة واحدة، 149 يوم     | حلت الجمعية            | غ/م                    | –                      | غ/م                                   |                        |
| 3                      |                        | M. G. Ramachandran (1917–1987)        | Aruppukottai                   | 30 يونيو 1977          | 17 فبراير 1980         | 2 سنوات، 232 يوم       | 6 (1977)               | Ramachandran I         | Prabhudas B. Patwari   | أول إنديا أنا درافيدا مونترا كاجاغام ‏ |                        |
| –                      |                        | شاغر (الحكم الرئاسي ‏)                 | غ/م                            | 17 فبراير 1980         | 8 يونيو 1980           | 112 يوم                | حلت الجمعية            | غ/م                    | –                      | غ/م                                   |                        |
| (3)                    |                        | M. G. Ramachandran (1917–1987)        | Madurai West                   | 9 يونيو 1980[§]        | 9 فبراير 1985          | 7 سنوات، 198 يوم       | 7 (1980)               | Ramachandran II        | Prabhudas B. Patwari   | أول إنديا أنا درافيدا مونترا كاجاغام ‏ |                        |
| (3)                    | Andipatti              | M. G. Ramachandran (1917–1987)        | 10 فبراير 1985                 | 24 ديسمبر 1987[†]      | 8 (1984)               | 7 سنوات، 198 يوم       | Ramachandran III       | S. L. Khurana          |                        | أول إنديا أنا درافيدا مونترا كاجاغام ‏ |                        |
| ب                      |                        | V. R. Nedunchezhiyan (1920–2000)      | Athoor                         | 24 ديسمبر 1987         | 8 (1984)               | 7 يناير 1988[RES]      | 14 يوم                 | S. L. Khurana          | Nedunchezhiyan II      | أول إنديا أنا درافيدا مونترا كاجاغام ‏ |                        |
| 4                      |                        | V. N. Janaki Ramachandran (1923–1996) | لم ينتخب                       | 7 يناير 1988           | 8 (1984)               | 30 يناير 1988          | 23 يوم                 | S. L. Khurana          | جاناكي                 | أول إنديا أنا درافيدا مونترا كاجاغام ‏ |                        |
| –                      |                        | شاغر (الحكم الرئاسي ‏)                 | غ/م                            | 30 يناير 1988          | 26 يناير 1989          | 362 يوم                | حلت الجمعية            | غ/م                    | –                      | غ/م                                   |                        |
| (2)                    |                        | M. Karunanidhi (1924–2018)            | Harbour                        | 27 يناير 1989[§]       | 30 يناير 1991          | 2 سنوات، 3 يوم         | 9 (1989)               | Karunanidhi III        | P. C. Alexander        | Dravida Munnetra Kazhagam             |                        |
| –                      |                        | شاغر (الحكم الرئاسي ‏)                 | غ/م                            | 30 يناير 1991          | 23 يونيو 1991          | 144 يوم                | حلت الجمعية            | غ/م                    | –                      | غ/م                                   |                        |
| 5                      |                        | جيه. جايالاليثا (1948–2016)           | Bargur                         | 24 يونيو 1991          | 12 مايو 1996           | 4 سنوات، 323 يوم       | 10 (1991)              | Jayalalithaa I         | Bhishma Narain Singh   | أول إنديا أنا درافيدا مونترا كاجاغام ‏ |                        |
| (2)                    |                        | M. Karunanidhi (1924–2018)            | Chepauk                        | 13 مايو 1996[§]        | 13 مايو 2001           | 5 سنوات                | 11 (1996)              | Karunanidhi IV         | Marri Chenna Reddy     | Dravida Munnetra Kazhagam             |                        |
| (5)                    |                        | جيه. جايالاليثا (1948–2016)           | لم ينتخب                       | 14 مايو 2001[§]        | 21 سبتمبر 2001[RES]    | 130 يوم                | 12 (2001)              | Jayalalithaa II        | Fathima Beevi          | أول إنديا أنا درافيدا مونترا كاجاغام ‏ |                        |
| 6                      |                        | O. Panneerselvam (1951–)              | Periyakulam                    | 21 سبتمبر 2001         | 2 مارس 2002[RES]       | 162 يوم                | 12 (2001)              | Panneerselvam I        | C. Rangarajan          | أول إنديا أنا درافيدا مونترا كاجاغام ‏ |                        |
| (5)                    |                        | جيه. جايالاليثا (1948–2016)           | Andipatti                      | 2 مارس 2002[§]         | 12 مايو 2006           | 4 سنوات، 71 يوم        | 12 (2001)              | Jayalalithaa III       | P. S. Ramamohan Rao    | أول إنديا أنا درافيدا مونترا كاجاغام ‏ |                        |
| (2)                    |                        | M. Karunanidhi (1924–2018)            | Chepauk                        | 13 مايو 2006[§]        | 15 مايو 2011           | 5 سنوات، 2 يوم         | 13 (2006)              | Karunanidhi V          | Surjit Singh Barnala   | Dravida Munnetra Kazhagam             |                        |
| (5)                    |                        | جيه. جايالاليثا (1948–2016)           | Srirangam                      | 16 مايو 2011[§]        | 27 سبتمبر 2014         | 3 سنوات، 134 يوم       | 14 (2011)              | Jayalalithaa IV        | Surjit Singh Barnala   | أول إنديا أنا درافيدا مونترا كاجاغام ‏ |                        |
| (6)                    |                        | O. Panneerselvam (1951–)              | Bodinayakanur                  | 28 سبتمبر 2014[§]      | 23 مايو 2015[RES]      | 237 يوم                | 14 (2011)              | Panneerselvam II       | Konijeti Rosaiah       | أول إنديا أنا درافيدا مونترا كاجاغام ‏ |                        |
| (5)                    |                        | جيه. جايالاليثا (1948–2016)           | Dr. Radhakrishnan Nagar        | 23 مايو 2015[§]        | 22 مايو 2016           | سنة واحدة، 196 يوم     | 14 (2011)              | Jayalalithaa V         | Konijeti Rosaiah       | أول إنديا أنا درافيدا مونترا كاجاغام ‏ |                        |
| (5)                    | 23 مايو 2016           | جيه. جايالاليثا (1948–2016)           | Dr. Radhakrishnan Nagar        | 5 ديسمبر 2016[†]       | 15 (2016)              | سنة واحدة، 196 يوم     | Jayalalithaa VI        |                        | Konijeti Rosaiah       | أول إنديا أنا درافيدا مونترا كاجاغام ‏ |                        |
| (6)                    |                        | O. Panneerselvam (1951–)              | Bodinayakanur                  | 6 ديسمبر 2016[§]       | 15 (2016)              | 15 فبراير 2017[RES]    | 72 يوم                 | Panneerselvam III      | C. Vidyasagar Rao      | أول إنديا أنا درافيدا مونترا كاجاغام ‏ |                        |
| 7                      |                        | Edappadi K. Palaniswami (1954–)       | Edappadi                       | 16 فبراير 2017         | 15 (2016)              | 6 مايو 2021            | 4 سنوات، 79 يوم        | Palaniswami            | C. Vidyasagar Rao      | أول إنديا أنا درافيدا مونترا كاجاغام ‏ |                        |
| 8                      |                        | M. K. Stalin (1953–)                  | Kolathur                       | 7 مايو 2021            | في المنصب              | 4 سنوات و20 أيام       | 16 (2021)              | Stalin                 | Banwarilal Purohit     | Dravida Munnetra Kazhagam             |                        |

## الإحصائيات
رؤساء الوزراء حسب المدة
| No.      | الاسم                     | الحزب                 | الحزب | المدة              | المدة              |
| No.      | الاسم                     | الحزب                 | الحزب | أطول مدة متواصلة   | المجموع            |
| -------- | ------------------------- | --------------------- | ----- | ------------------ | ------------------ |
| 1        | M. Karunanidhi            | DMK                   |       | 6 سنوات، 355 يوم   | 18 سنوات، 360 يوم  |
| 2        | جيه. جايالاليثا           | AIADMK                |       | 4 سنوات، 323 يوم   | 14 سنوات، 124 يوم  |
| 3        | M. G. Ramachandran        | AIADMK                |       | 7 سنوات، 198 يوم   | 10 سنوات، 65 يوم   |
| 4        | K. Kamaraj                | المؤتمر الوطني الهندي |       | 9 سنوات، 172 يوم   | 9 سنوات، 172 يوم   |
| 5        | Edappadi K. Palaniswami   | AIADMK                |       | 4 سنوات، 79 يوم    | 4 سنوات، 79 يوم    |
| 6        | M. Bhakthavatsalam        | المؤتمر الوطني الهندي |       | 3 سنوات، 154 يوم   | 3 سنوات، 154 يوم   |
| 7        | M. K. Stalin              | DMK                   |       | 4 سنوات و20 أيام   | 4 سنوات و20 أيام   |
| 8        | P. S. Kumaraswamy Raja    | المؤتمر الوطني الهندي |       | 2 سنوات، 74 يوم    | 2 سنوات، 74 يوم    |
| 9        | سي. راجاغوبالاتشاري       | المؤتمر الوطني الهندي |       | 2 سنوات، 3 يوم     | 2 سنوات، 3 يوم     |
| 10       | سي إن أنادوراي            | DMK                   |       | سنة واحدة، 334 يوم | سنة واحدة، 334 يوم |
| 11       | O. Panneerselvam          | AIADMK                |       | 237 يوم            | سنة واحدة، 106 يوم |
| 12       | V. N. Janaki Ramachandran | AIADMK                |       | 23 يوم             | 23 يوم             |
| بالوكالة | V. R. Nedunchezhiyan      | AIADMK/DMK            |       | 14 يوم             | 21 يوم             |

قائمة الأحزاب حسب الأيام
| No. | الحزب                                 | العدد           | مجموع عدد الأيام |
| --- | ------------------------------------- | --------------- | ---------------- |
| 1   | أول إنديا أنا درافيدا مونترا كاجاغام ‏ | 5 (+1 بالوكالة) | 11004 يوم        |
| 2   | Dravida Munnetra Kazhagam             | 3 (+1 بوكالة)   | 9121 يوم         |
| 3   | المؤتمر الوطني الهندي                 | 4               | 6247 يوم         |

## روابط خارجية
- Official Website of the Office of the Chief Minister